# Dicranella coarctata
Dicranella coarctata är en bladmossart som beskrevs av Roelof Benjamin van den Bosch och Sande Lacoste 1858. Dicranella coarctata ingår i släktet jordmossor, och familjen Dicranaceae. Inga underarter finns listade i Catalogue of Life.